# Antoine Petit

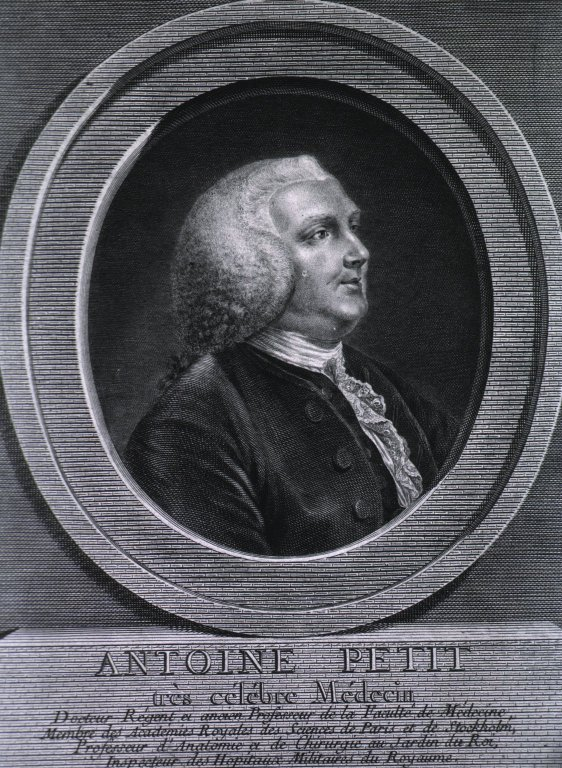
Antoine Petit, Zeichnung und Kupferstich von Charles-François-Adrien Macret aus dem Jahre 1775

Antoine Petit (* 23. Juli 1722 in Orléans; † 21. Oktober 1794 in Olivet) war ein französischer Chirurg und Anatom.

## Leben und Wirken
Antoine Petit war der Sohn eines armen Schneiders, erhielt aber dennoch eine gute Erziehung und widmete sich nach seiner schulischen Ausbildung am Collège seiner Vaterstadt dem Studium der Chirurgie. Zur Vollendung seiner Ausbildung ging er nach einigen Jahren nach Paris. Nach seinem Studium gab er schon bald  Unterricht in Anatomie, Chirurgie und Geburtshilfe. Im Jahre 1746 wurde er zum docteur régent ernannt.
Sein Können bei der Diagnose von Krankheiten ließ ihn zu einem bekannten Arzt werden, dessen Rat man auch außerhalb von Frankreich schätzte. Der kinderlose Petit setzte einen Teil seines umfangreichen Vermögens zur Gründung von Institutionen ein. Er half bei der Gründung der Medizinischen Fakultät von Paris und der Einrichtung eines Lehrstuhls für Anatomie und Chirurgie. Einer Stiftung in seiner Heimatstadt Orléans machte er eine Spende von mehr als 100.000 Livres. Der Zweck dieser Stiftung sollte durch die Ernennung von vier Ärzten und zwei Chirurgen in der kostenlosen Betreuung von bedürftigen Patienten in der Stadt sein.
Von 1769 bis 1775 war er als Professor für Anatomie am Jardin du Roi tätig. Der Stadt Fontenay-aux-Roses spendete Petit für die Unterbringung des Amtsarztes der Stadt ein Haus. Für die Encyclopédie von Denis Diderot schrieb er einen Artikel über die Anatomie des menschlichen Körpers. Einer seiner Schüler am Jardin du Roi war Félix Vicq d’Azyr.
Am 28. Juni 1760 wählte ihn die Académie des sciences als Nachfolger von Jacques-René Tenon (1724–1816) zu ihrem Mitglied als „Adjoint anatomiste“. Am 31. August 1773 rückte er für Tenon als „Associé anatomiste“ nach und wurde am 2. September 1784 „Pensionnaire vétéran“. Nach der Reorganisation der Akademie wurde Petit am 23. April 1785 als „Pensionnaire vétéran“ bestätigt.

## Schriften (Auswahl)
- Le Miroir. Comédie en un acte et en vers. Cailleau, Paris 1747 (anonym; online).
- Le Bacha de Smyrne. Comédie en un acte et en prose. Cailleau, Paris 1747 (anonym).
- Anatomie chirurgicale, ou description exacte des parties du corps humain, avec des remarques utiles aux chirurgiens dans la pratique de leur art. Paris 1753 (Band 1, Band 2).
  - Chirurgische Anatomie, oder genaue Beschreibung der Theile des menschlichen Körpers. Seeligmann, Nürmber 1761.
- Discours prononcé aux ecoles de médecine pour l’ouverture solemnelle du cours de chirurgie. Paris 1757 (online).
- Premier rapport en faveur de l’inoculation. Dessain, Paris 1764 (online).
- Consultation en faveur de la légitimité des naissances tardives. Paris 1765 (online).
- HOMME (Exposition anatomique du corps de l’). In: Encyclopédie: ou dictionnaire raisonné des sciences, des arts et des métiers. Band 8, 1765, S. 261–274 (online).
- Recueil des pieces relatives a la question des naissances tardives. 2 Bände, D'Houry, Amsterdam/Paris 1766 (Band 1, Band 2).
- Second rapport en faveur de l’inoculation. Dessain, Paris 1766 (online).
- Lettre … sur quelques faits relatifs à la pratique de l’inoculation. Vallat-la-Chapelle, Amsterdam/Paris 1767 (online).
- Sur la meillure manière de construire un hôspital des malades. Collet, Paris 1774.
- Projet de réforme sur l’exercice de la médecine en France. Croullebois, Paris 1791.
- Traité des maladies des femmes enceintes, en couche, et des enfants nouveau-nés, précédé du mécanisme des accouchemens. 2 Teile, Baudouin, Paris 1799 (Teil 1, Teil 2).
  - Theoretisch-praktische Abhandlung über die Geburtshülfe und Krankheiten der Schwangern, Kindbetterinnen und neugebornen Kinder. 2 Teile, Hennings, Erfurt 1800.